# Лэду
Лэду́ (кит. упр. 乐都, пиньинь Lèdū) — район городского подчинения городского округа Хайдун провинции Цинхай (КНР).

## История
В 111 году до н. э. эти земли были присоединены к империи Хань. В 60 году до н. э. в этих местах был создан уезд Поцян (破羌县, «разгромленные цяны»), подчинённый округу Цзиньчэн (金城郡). В 213 году из округа Цзиньчэн был выделен округ Сипин (西平郡), в подчинение которому перешли эти места.
В эпоху 16 варварских государств эти земли постоянно переходили из рук в руке в ходе войн между многочисленными короткоживущими государственными образованиями. В 397 году образовалось государство Южная Лян, столица которого в 399 году была перемещена в эти места; в 414 году его аннексировало Западная Цинь. Во времена империи Северная Вэй в 526 году эти места вошли в состав уезда Сиду (西都县).
После основания империи Суй уезд Сиду был в 598 году переименован в Хуаншуй (湟水县) и подчинён области Шаньчжоу (鄯州). При империи Тан в 714 году в Шаньчжоу разместилась резиденция Лунъюского цзедуши (陇右节度使), которому подчинялось 12 областей, в результате чего эти места стали политическим и экономическим центром всего северо-западного региона империи.
После монгольского завоевания эти места вошли в состав области Синин (西宁州). При империи Мин здесь был создан Чжаньбэйский караул (碾北卫). При димперии Цин он был преобразован в уезд Чжаньбо (碾伯县).
В 1929 году была создана провинция Цинхай; одновременно с этим уезд Чжаньбо был переименован в Лэду (乐都县).
19 октября 1978 года постановлением Госсовета КНР был создан округ Хайдун (海东地区), и уезд вошёл в его состав.
В 2013 году округ Хайдун был преобразован в городской округ; бывший уезд Лэду стал районом Лэду в его составе.

## Административное деление
Район Лэду делится на 7 посёлков, 9 волостей и 3 национальные волости.

## Этнический состав (2000)
Согласно переписи 2000 года население 262 704 человек.
| Народ     | Население | Доля    |
| --------- | --------- | ------- |
| Ханьцы    | 226.920   | 86,38 % |
| Тибетцы   | 16.870    | 6,42 %  |
| Ту        | 8.409     | 3,2 %   |
| Монголы   | 5.880     | 2,24 %  |
| Хуэйцы    | 4.283     | 1,63 %  |
| Маньчжуры | 157       | 0,06 %  |
| Салары    | 104       | 0,04 %  |
| Дунсян    | 30        | 0,01 %  |
| Чжуаны    | 20        | 0,01 %  |
| Остальные | 31        | 0,01 %  |